# Aeropuerto Internacional de Niza-Costa Azul
El Aeropuerto de Niza Costa Azul (del francés: Aéroport Nice Côte d'Azur) (IATA: NCE, OACI: LFMN) es el aeropuerto que sirve la ciudad de Niza, Francia. 
Es el tercer aeropuerto más importante de Francia, en términos de pasajeros tras el Aeropuerto Charles de Gaulle y el Aeropuerto de Orly, ambos sirven la ciudad de París. Debido a su ubicación, el aeropuerto también sirve al Principado de Mónaco, desde el cual existe un servicio de helicópteros para trasladar pasajeros.
En el año 2013, el aeropuerto atendió a 11.554.195 pasajeros.

## Infraestructuras

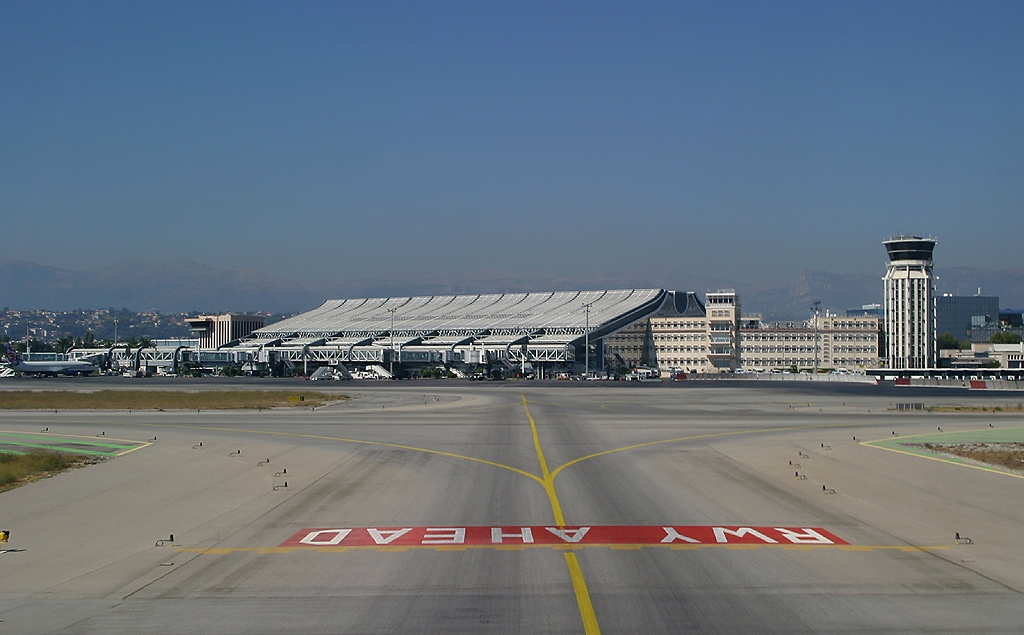
Vista de la terminal desde la pista.

El aeropuerto ocupa una superficie de 3,70 km², de los cuales 2,70 km² corresponden a las dos pistas paralelas, las dos terminales de pasajeros y la terminal de carga. La capacidad estimada del aeropuerto es de 13 millones de pasajeros y 52 movimientos por hora.
Ambas terminales están comunicadas por autobuses-lanzadera que a su vez comunican las terminales con los aparcamientos.

### Terminal 1
- 52.000 m² (Nacional, Schengen y No-Schengen)
- 25 puertas de embarque
- Capacidad: 4,5 millones de pasajeros

La terminal 1 posee un centro de negocios que contiene 8 salas y una sala de conferencias para 250 personas.

### Terminal 2
- 57.800 m² (Nacional, Schengen y No-Schengen)
- 29 puertas de embarque
- Capacidad: 8,5 millones de pasajeros

### Terminal de carga
Capacidad: 30.000 toneladas por año

## Aerolíneas y destinos

### Destinos nacionales
| Ciudades              | Aeropuerto                               | Aerolíneas                                                    |
| Francia               | Francia                                  | Francia                                                       |
| --------------------- | ---------------------------------------- | ------------------------------------------------------------- |
| Alta Francia          |                                          |                                                               |
| Lille                 | Aeropuerto de Lille-Lesquin              | EasyJet / Volotea                                             |
| Auvernia-Ródano-Alpes |                                          |                                                               |
| Lyon                  | Aeropuerto de Lyon-Saint Exupéry         | Air France                                                    |
| Bretaña               |                                          |                                                               |
| Brest                 | Aeropuerto de Brest-Bretagne             | Volotea                                                       |
| Rennes                | Aeropuerto de Rennes Saint-Jacques       | EasyJet                                                       |
| Córcega               |                                          |                                                               |
| Ajaccio               | Aeropuerto de Ajaccio-Napoleón Bonaparte | Air Corsica                                                   |
| Bastia                | Aeropuerto de Bastia-Poretta             | Air Corsica                                                   |
| Calvi                 | Aeropuerto de Calvi Sainte-Catherine     | Air Corsica                                                   |
| Figari                | Aeropuerto de Figari-Sud Corse           | Air Corsica                                                   |
| Gran Este             |                                          |                                                               |
| Estrasburgo           | Aeropuerto de Estrasburgo                | EasyJet / Volotea                                             |
| Isla de Francia       |                                          |                                                               |
| París                 | Aeropuerto de París-Charles de Gaulle    | Air France / EasyJet                                          |
| París                 | Aeropuerto de París-Orly                 | EasyJet / Air France                                          |
| Nueva Aquitania       |                                          |                                                               |
| Biarritz              | Aeropuerto de Biarritz–País Vasco        | EasyJet (Estacional)                                          |
| Brive-la-Gaillarde    | Aeropuerto de Brive                      | Chalair Aviation (Estacional) (Inicia el 27 de junio de 2025) |
| Burdeos               | Aeropuerto de Burdeos-Mérignac           | EasyJet / Volotea                                             |
| Normandía             |                                          |                                                               |
| Caen                  | Aeropuerto de Caen-Carpiquet             | Volotea                                                       |
| Región de Occitania   |                                          |                                                               |
| Toulouse              | Aeropuerto de Toulouse-Blagnac           | EasyJet / Twin Jet                                            |
| Países del Loira      |                                          |                                                               |
| Nantes                | Aeropuerto de Nantes Atlantique          | EasyJet / Volotea                                             |

### Destinos internacionales
| Ciudades por países    | Nombre del aeropuerto                                  | Aerolíneas                                                                              |
| África                 | África                                                 | África                                                                                  |
| ---------------------- | ------------------------------------------------------ | --------------------------------------------------------------------------------------- |
| Argelia                |                                                        |                                                                                         |
| Argel                  | Aeropuerto Internacional Houari Boumedienne            | Air Algérie                                                                             |
| Constantina            | Aeropuerto Internacional Mohamed Boudiaf               | Air Algérie                                                                             |
| Marruecos              |                                                        |                                                                                         |
| Agadir                 | Aeropuerto de Agadir-Al Massira                        | EasyJet                                                                                 |
| Casablanca             | Aeropuerto Internacional Mohammed V                    | Royal Air Maroc                                                                         |
| Fez                    | Aeropuerto de Fez-Saïss                                | Air Arabia                                                                              |
| Marrakech              | Aeropuerto de Marrakech-Menara                         | EasyJet                                                                                 |
| Rabat                  | Aeropuerto de Rabat-Salé                               | EasyJet                                                                                 |
| Túnez                  |                                                        |                                                                                         |
| Monastir               | Aeropuerto Internacional de Monastir-Habib Bourguiba   | Nouvelair / Transavia (Estacional) / Tunisair                                           |
| Túnez                  | Aeropuerto Internacional de Túnez-Cartago              | Nouvelair / Transavia / Tunisair                                                        |
| Yerba                  | Aeropuerto Internacional de Yerba-Zarzis               | Tunisair (Estacional)                                                                   |
| América del Norte      |                                                        |                                                                                         |
| Canadá                 |                                                        |                                                                                         |
| Montreal               | Aeropuerto Internacional Pierre Elliott Trudeau        | Air Canada (Estacional) / Air Transat (Estacional)                                      |
| Estados Unidos         |                                                        |                                                                                         |
| Atlanta                | Aeropuerto Internacional Hartsfield-Jackson            | Delta Airlines (Estacional)                                                             |
| Filadelfia             | Aeropuerto Internacional de Filadelfia                 | American Airlines (Estacional)                                                          |
| Newark                 | Aeropuerto Internacional Libertad de Newark            | La Compagnie (Estacional) / United Airlines (Estacional)                                |
| Nueva York             | Aeropuerto Internacional John F. Kennedy               | Delta Airlines (Estacional)                                                             |
| Washington D. C.       | Aeropuerto Internacional de Washington-Dulles          | United Airlines (Estacional) (Inicia el 23 de mayo de 2025)                             |
| Asia                   |                                                        |                                                                                         |
| Arabia Saudita         |                                                        |                                                                                         |
| Riad                   | Aeropuerto Internacional Rey Khalid                    | Saudia (Estacional)                                                                     |
| Catar                  |                                                        |                                                                                         |
| Doha                   | Aeropuerto Internacional Hamad                         | Qatar Airways                                                                           |
| Emiratos Árabes Unidos |                                                        |                                                                                         |
| Abu Dabi               | Aeropuerto Internacional Zayed                         | Etihad Airways (Estacional)                                                             |
| Dubái                  | Aeropuerto Internacional de Dubái                      | Emirates                                                                                |
| Georgia                |                                                        |                                                                                         |
| Tiflis                 | Aeropuerto Internacional de Tiflis                     | Georgian Airways                                                                        |
| Israel                 |                                                        |                                                                                         |
| Tel Aviv               | Aeropuerto Internacional Ben Gurión                    | EasyJet / El Al (Estacional)                                                            |
| Kuwait                 |                                                        |                                                                                         |
| Kuwait                 | Aeropuerto Internacional de Kuwait                     | Kuwait Airways (Estacional)                                                             |
| Líbano                 |                                                        |                                                                                         |
| Beirut                 | Aeropuerto Internacional Rafic Hariri                  | Middle East Airlines (Estacional)                                                       |
| Europa                 |                                                        |                                                                                         |
| Albania                |                                                        |                                                                                         |
| Tirana                 | Aeropuerto Internacional Madre Teresa                  | Wizz Air                                                                                |
| Alemania               |                                                        |                                                                                         |
| Berlín                 | Aeropuerto de Berlín-Brandeburgo Willy Brandt          | EasyJet / Eurowings (Estacional)                                                        |
| Colonia                | Eurowings                                              |                                                                                         |
| Düsseldorf             | Aeropuerto Internacional de Düsseldorf                 | EasyJet (Estacional) (Inicia el 24 de junio de 2025) / Eurowings                        |
| Fráncfort del Meno     | Aeropuerto de Fráncfort del Meno                       | Lufthansa                                                                               |
| Hamburgo               | Aeropuerto de Hamburgo                                 | Eurowings (Estacional)                                                                  |
| Múnich                 | Aeropuerto Internacional de Múnich-Franz Josef Strauss | Air Dolomiti / Lufthansa                                                                |
| Stuttgart              | Aeropuerto de Stuttgart                                | Eurowings (Estacional)                                                                  |
| Austria                |                                                        |                                                                                         |
| Viena                  | Aeropuerto de Viena-Schwechat                          | Austrian Airlines / Wizz Air                                                            |
| Bélgica                |                                                        |                                                                                         |
| Bruselas               | Aeropuerto de Bruselas                                 | Brussels Airlines / EasyJet                                                             |
| Charleroi              | Aeropuerto de Charleroi Bruselas-Sur                   | Volotea (Estacional)                                                                    |
| Bulgaria               |                                                        |                                                                                         |
| Sofía                  | Aeropuerto de Sofía                                    | Wizz Air                                                                                |
| Dinamarca              |                                                        |                                                                                         |
| Aalborg                | Aeropuerto de Aalborg                                  | Norwegian (Estacional)                                                                  |
| Copenhague             | Aeropuerto de Copenhague-Kastrup                       | Norwegian / SAS                                                                         |
| España                 |                                                        |                                                                                         |
| Alicante               | Aeropuerto de Alicante-Elche Miguel Hernández          | EasyJet (Estacional)                                                                    |
| Barcelona              | Aeropuerto de Barcelona-El Prat                        | EasyJet / Vueling                                                                       |
| Ibiza                  | Aeropuerto de Ibiza                                    | Air Nostrum (Estacional) / EasyJet (Estacional)                                         |
| Lanzarote              | Aeropuerto César Manrique-Lanzarote                    | EasyJet (Estacional)                                                                    |
| Madrid                 | Aeropuerto de Madrid-Barajas                           | EasyJet / Iberia (Estacional) / Air Nostrum                                             |
| Málaga                 | Aeropuerto de Málaga-Costa del Sol                     | Air Nostrum (Estacional) / EasyJet (Estacional)                                         |
| Palma de Mallorca      | Aeropuerto de Palma de Mallorca                        | Air Nostrum (Estacional) / EasyJet (Estacional)                                         |
| Tenerife               | Aeropuerto de Tenerife Sur                             | EasyJet                                                                                 |
| Estonia                |                                                        |                                                                                         |
| Tallin                 | Aeropuerto de Tallin                                   | AirBaltic (Estacional)                                                                  |
| Finlandia              |                                                        |                                                                                         |
| Helsinki               | Aeropuerto de Helsinki-Vantaa                          | Finnair / Norwegian (Estacional)                                                        |
| Rovaniemi              | Aeropuerto de Rovaniemi                                | EasyJet (Estacional)                                                                    |
| Grecia                 |                                                        |                                                                                         |
| Atenas                 | Aeropuerto Internacional Eleftherios Venizelos         | Aegean Airlines / EasyJet (Estacional)                                                  |
| Cefalonia              | Aeropuerto Internacional de Cefalonia                  | EasyJet (Estacional)                                                                    |
| La Canea               | Aeropuerto Internacional de La Canea                   | EasyJet (Estacional)                                                                    |
| Míconos                | Aeropuerto Nacional de Míconos                         | EasyJet (Estacional)                                                                    |
| Santorini              | Aeropuerto Nacional de Santorini (Thira)               | EasyJet (Estacional) (Inicia el 25 de junio de 2025)                                    |
| Hungría                |                                                        |                                                                                         |
| Budapest               | Aeropuerto de Budapest-Ferenc Liszt                    | Wizz Air                                                                                |
| Irlanda                |                                                        |                                                                                         |
| Dublín                 | Aeropuerto de Dublín                                   | Aer Lingus / Ryanair                                                                    |
| Islandia               |                                                        |                                                                                         |
| Reikiavik              | Aeropuerto de Reikiavik                                | Icelandair (Estacional)                                                                 |
| Italia                 |                                                        |                                                                                         |
| Bari                   | Aeropuerto de Bari-Palese                              | EasyJet (Estacional)                                                                    |
| Florencia              | Aeropuerto de Florencia                                | Air Corsica (Estacional) (Inicia el 27 de junio de 2025)                                |
| Lamezia Terme          | Aeropuerto Internacional de Lamezia Terme              | EasyJet (Estacional) (Inicia el 23 de junio de 2025)                                    |
| Nápoles                | Aeropuerto de Nápoles-Capodichino                      | EasyJet                                                                                 |
| Olbia                  | Aeropuerto de Olbia-Costa Smeralda                     | EasyJet (Estacional)                                                                    |
| Palermo                | Aeropuerto de Palermo-Punta Raisi                      | EasyJet (Estacional)                                                                    |
| Roma                   | Aeropuerto de Roma-Fiumicino                           | EasyJet / ITA Airways / Wizz Air                                                        |
| Venecia                | Aeropuerto Internacional Marco Polo                    | EasyJet / Volotea (Estacional)                                                          |
| Letonia                |                                                        |                                                                                         |
| Riga                   | Aeropuerto Internacional de Riga                       | AirBaltic (Estacional)                                                                  |
| Lituania               |                                                        |                                                                                         |
| Vilna                  | Aeropuerto Internacional de Vilna                      | AirBaltic (Estacional)                                                                  |
| Luxemburgo             |                                                        |                                                                                         |
| Ciudad de Luxemburgo   | Aeropuerto de Luxemburgo Findel                        | Luxair / Volotea                                                                        |
| Malta                  |                                                        |                                                                                         |
| La Valeta              | Aeropuerto Internacional de Malta                      | EasyJet (Estacional)                                                                    |
| Moldavia               |                                                        |                                                                                         |
| Chisináu               | Aeropuerto Internacional de Chisináu                   | FlyOne / SkyUp Airlines (inicia el 21 de mayo de 2025)                                  |
| Mónaco                 |                                                        |                                                                                         |
| Mónaco                 | Helipuerto de Mónaco                                   | Heli Air Monaco / Monacair                                                              |
| Noruega                |                                                        |                                                                                         |
| Bergen                 | Aeropuerto de Bergen-Flesland                          | Norwegian (Estacional)                                                                  |
| Oslo                   | Aeropuerto de Oslo-Gardermoen                          | Norwegian / SAS                                                                         |
| Oslo                   | Aeropuerto de Sandefjord-Torp                          | Widerøe (Estacional)                                                                    |
| Stavanger              | Aeropuerto de Stavanger-Sola                           | Norwegian (Estacional) / SAS (Estacional)                                               |
| Trondheim              | Aeropuerto de Trondheim-Værnes                         | Norwegian (Estacional)                                                                  |
| Países Bajos           |                                                        |                                                                                         |
| Ámsterdam              | Aeropuerto de Ámsterdam-Schiphol                       | EasyJet / KLM / Transavia                                                               |
| Eindhoven              | Aeropuerto de Eindhoven                                | Transavia (Estacional)                                                                  |
| Polonia                |                                                        |                                                                                         |
| Cracovia               | Aeropuerto de Cracovia-Juan Pablo II                   | Wizz Air                                                                                |
| Varsovia               | Aeropuerto de Varsovia-Chopin                          | LOT Polish Airlines / Wizz Air                                                          |
| Portugal               |                                                        |                                                                                         |
| Lisboa                 | Aeropuerto de Lisboa                                   | EasyJet / TAP Portugal                                                                  |
| Oporto                 | Aeropuerto de Oporto-Francisco Sá Carneiro             | EasyJet                                                                                 |
| Reino Unido            |                                                        |                                                                                         |
| Belfast                | Aeropuerto Internacional de Belfast                    | EasyJet (Estacional)                                                                    |
| Birmingham             | Aeropuerto Internacional de Birmingham-West Midlands   | Jet2.com (Estacional)                                                                   |
| Bristol                | Aeropuerto Internacional de Brístol                    | EasyJet                                                                                 |
| Edimburgo              | Aeropuerto de Edimburgo                                | EasyJet (Estacional)                                                                    |
| Leeds                  | Aeropuerto de Leeds-Bradford                           | Jet2.com (Estacional)                                                                   |
| Liverpool              | Aeropuerto de Liverpool-John Lennon                    | EasyJet (Estacional)                                                                    |
| Londres                | Aeropuerto de la Ciudad de Londres                     | British Airways                                                                         |
| Londres                | Aeropuerto de Londres-Gatwick                          | British Airways (Estacional) / EasyJet                                                  |
| Londres                | Aeropuerto de Londres-Heathrow                         | Air France / British Airways                                                            |
| Londres                | Aeropuerto de Londres-Luton                            | EasyJet                                                                                 |
| Londres                | Aeropuerto de Londres-Stansted                         | British Airways (Estacional) / Ryanair (Estacional)                                     |
| Mánchester             | Aeropuerto de Mánchester                               | EasyJet / Jet2.com (Estacional)                                                         |
| República Checa        |                                                        |                                                                                         |
| Praga                  | Aeropuerto de Praga                                    | EasyJet / Eurowings (Estacional) / Smartwings (Estacional)                              |
| Rumania                |                                                        |                                                                                         |
| Bucarest               | Aeropuerto Internacional de Bucarest-Henri Coandă      | Animawings (Estacional) (inicia el 17 de abril de 2025) / TAROM (Estacional) / Wizz Air |
| Serbia                 |                                                        |                                                                                         |
| Belgrado               | Aeropuerto de Belgrado-Nikola Tesla                    | Air Serbia / Wizz Air                                                                   |
| Suecia                 |                                                        |                                                                                         |
| Estocolmo              | Aeropuerto de Estocolmo-Arlanda                        | Norwegian / SAS                                                                         |
| Gotemburgo             | Aeropuerto de Gotemburgo-Landvetter                    | Norwegian (Estacional) / SAS (Estacional)                                               |
| Suiza                  |                                                        |                                                                                         |
| Basilea                | Aeropuerto de Basilea-Mulhouse-Friburgo                | EasyJet                                                                                 |
| Ginebra                | Aeropuerto de Ginebra                                  | EasyJet / Swiss                                                                         |
| Zúrich                 | Aeropuerto Internacional de Zúrich                     | Swiss                                                                                   |
| Turquía                |                                                        |                                                                                         |
| Estambul               | Aeropuerto de Estambul                                 | Turkish Airlines                                                                        |
| Estambul               | Aeropuerto Internacional Sabiha Gökçen                 | Pegasus Airlines                                                                        |

### Carga
| Aerolíneas                                    | Destinos                          |
| --------------------------------------------- | --------------------------------- |
| ASL Airlines France                           | Marsella, París-Charles de Gaulle |
| DHL Aviation                                  | Malta, Marsella                   |
| FedEx Feeder operado por ASL Airlines Ireland | París-Charles de Gaulle           |

## Estadísticas

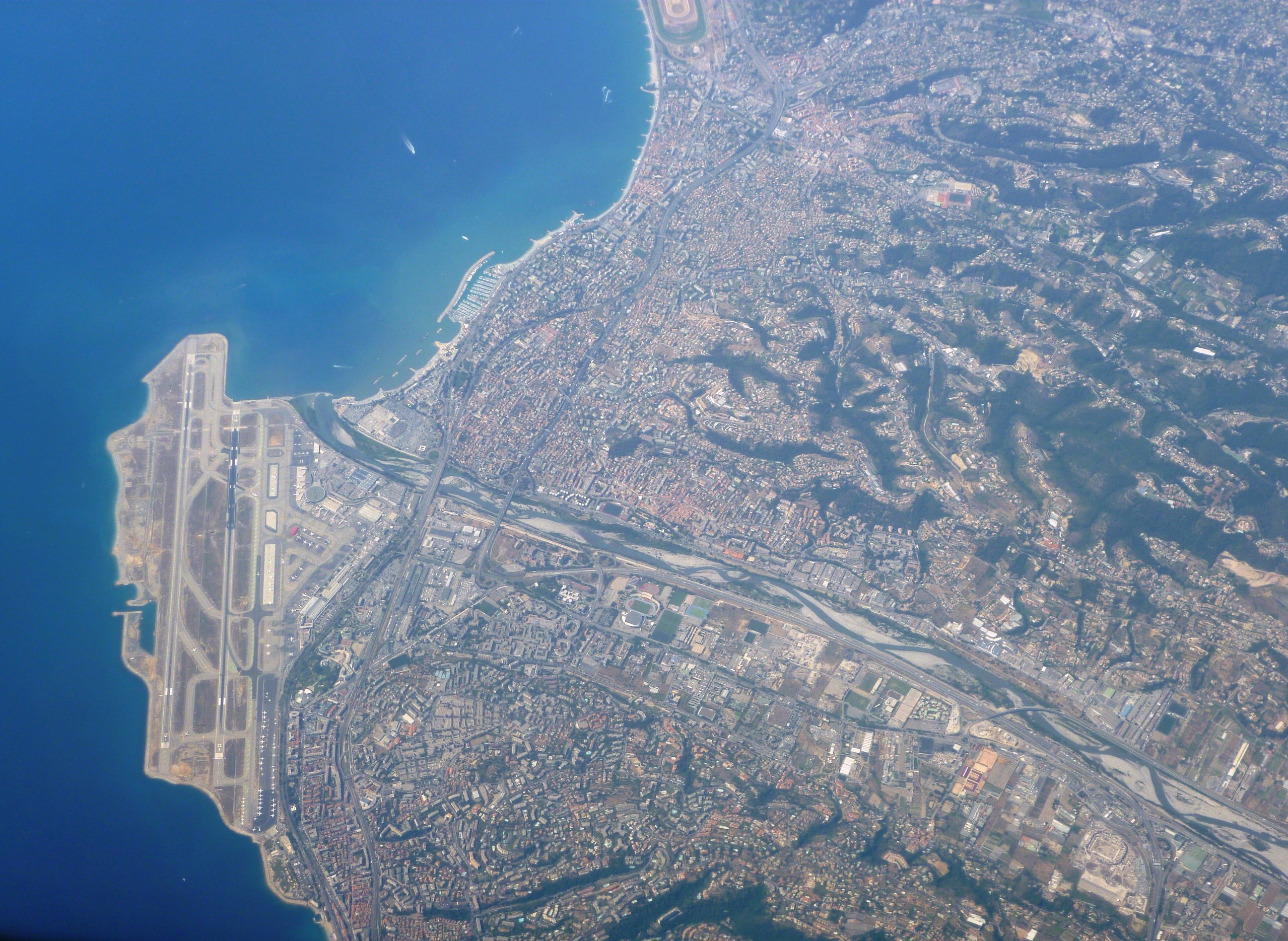
El aeropuerto visto desde el aire.

Ver fuente y consulta Wikidata.
| Año  | Número de pasajeros | Diferencia |
| ---- | ------------------- | ---------- |
| 2001 | 9 042 575           | 4,3 %      |
| 2002 | 9 236 140           | 2,1 %      |
| 2003 | 9 183 809           | 0,6 %      |
| 2004 | 9 388 120           | 2,2 %      |
| 2005 | 9 798 511           | 4,4 %      |
| 2006 | 10 000 918          | 2,1 %      |
| 2007 | 10 454 325          | 4,5 %      |
| 2008 | 10 440 310          | 0,1 %      |
| 2009 | 9 878 828           | 5,4 %      |
| 2010 | 9 651 712           | 2,3 %      |
| 2011 | 10 455 640          | 8,5 %      |
| 2012 | 11 222 042          | 7,3 %      |
| 2013 | 11 554 251          | 3,3 %      |

| Año  | Número de operaciones | Diferencia |
| ---- | --------------------- | ---------- |
| 2001 | 204 224               | 6,0 %      |
| 2002 | 188 512               | 7,7 %      |
| 2003 | 181 303               | 3,8 %      |
| 2004 | 165 715               | 8,6 %      |
| 2005 | 169 368               | 2,2 %      |
| 2006 | 178 861               | 5,6 %      |
| 2007 | 190 078               | 6,3 %      |
| 2008 | 183 612               | 3,4 %      |
| 2009 | 162 826               | 11,3 %     |
| 2010 | 161 355               | 0,9 %      |
| 2011 | 170 576               | 5,7 %      |
| 2012 | 176 402               | 3,4 %      |
| 2013 | 173 903               | 1,4 %      |